# マスクマン!
『マスクマン！』は、2002年4月6日から同年9月28日まで日本テレビ系列で放送されたバラエティ番組である。「ヴァーチャル・バラエティ」とも称された。

## 概要
プロレス用の覆面マスクや当時最新鋭のCG技術を用いた「CGマスク」を用い、悩める一般人の手助けをする番組。当初は顔を隠した状態で共同生活をする恋愛企画や人生相談が行われたが、間もなく著名人の若かりし頃・未来の姿などを「CGマスク」で再現し、会話させるドキュメンタリー企画「異人たちとの夏」が開始、話題を呼びメインコーナーとなる。
約半年で放送を終了したが、2022年に日本テレビのTVerオリジナルコンテンツ「神回だけ見せます！」にて「異人たちとの夏　ゲスト：蛭子能収」が取り上げられると、再びその先進的な企画や感動を呼ぶ内容が注目を集めた。
2025年には「異人たちとの夏」が23年ぶりに完全復活となり、同年5月26日午後11時59分から深夜0時54分まで放送し、現代の技術で大進化した新たな「異人」が現れるとしていた。司会は村上信五（SUPER EIGHT）、藤本美貴、佐久間宣行。

## 主なコーナー

### 異人たちとの夏
2002年4月20日放送分(#3)開始。ゲストは司会の中島に誘導され、モニターと椅子だけがある白い部屋に通される。そこでモニターに表示されるCGグラフィックで制作された過去・未来の自分や、死別した家族・旧友・ペットなどと会話する企画。企画の冒頭に「これからあなたが目撃する全ての出来事は2002年◯月◯日“△△”の身に実際に起こった事実です。全てはフィクションではない事を誓います。(テリーと中島の署名)」というテロップが表示された。
大林宣彦監督の映画『異人たちとの夏』のオマージュ企画。
様々なやり取りに対応するため事前に本人周辺をリサーチし、声担当の浅草キッド・くりぃむしちゅーが臨機応変に対応していた。矢幡洋が「大いなる存在」として黒マスクのCGで表示され、心理テストや深層心理の診断を行うこともあった。
当時最新鋭のCGながらポリゴンは粗く、声はトーンを変える程度のボイスチェンジャーだったが、ゲストの多くは次第に会話に没入した。ゲスト蛭子能収の回では死別した妻と涙ながらに会話し、終盤では思い出のカレーライスとケーキが2人分用意され、スタッフは「異質な画にコントの様になるのでは」と危惧したが、妻と楽しげに食事をしながら会話する蛭子の姿に後方で見守るテリー・中島は涙を流した。
企画の堀江利幸いわく最も思い入れのあるコーナーであり、好評だった事からCG技術が進歩した現在でも類似した企画を出していたり、海外に売り込んだが、様々な要因で実現していない。

### プラトニック・ラブ
番組初回からのコーナー。覆面マスクをつけた状態で共同生活を行う恋愛企画。2005年に深夜番組枠バリューナイトフィーバー内の特別番組として「マイ・ハッピー・マスク・マリッジ」のタイトルで企画が流用された。

### マスクの虎
テリー伊藤が自分を変えたいと悩みを抱える依頼人を人生相談し、覆面マスクをつけた状態で目標へ行動するドキュメンタリー企画。テロップ・演出ともに¥マネーの虎のパロディであるが、本番組の時間帯の前番組がマネーの虎であり、共に堀江利幸による企画である。
その他、マスクを使って一般人の手助けをするという企画趣旨のため「甲子園私のエラーで負けた人」「欠陥住宅を建てられた人」など、悩みを抱えているであろう数多くの条件で一般募集を行っていたが放送はされなかった。

## 出演者

### 司会
- テリー伊藤
- 中島知子(オセロ)

### 声の出演(異人たちとの夏)
- 浅草キッド
- くりぃむしちゅー
- 矢幡洋

### ナレーター
- ROLLY

## 放送リスト[7]
| #  | 放送日        | 放送内容                                  | ゲスト                       | 備考                                             |
| -- | ------------- | ----------------------------------------- | ---------------------------- | ------------------------------------------------ |
| 1  | 2002年4月6日  | マスク人生相談バー・プラトニック・ラブ    |                              |                                                  |
| 2  | 2002年4月13日 | マスクの虎・プラトニック・ラブ            |                              |                                                  |
| 3  | 2002年4月20日 | 異人たちとの夏                            | 松野行秀                     |                                                  |
| 4  | 2002年4月27日 | 異人たちとの夏・プラトニック・ラブ        | 杉田かおる                   |                                                  |
| 5  | 2002年5月3日  | 異人たちとの夏・プラトニック・ラブ        | 杉田かおる                   |                                                  |
| 6  | 2002年5月11日 | 異人たちとの夏                            | 杉田かおる                   |                                                  |
| 7  | 2002年5月18日 | 異人たちとの夏                            | ガッツ石松                   | TVer「神回だけ見せます！」で配信                 |
| 8  | 2002年5月25日 | 異人たちとの夏 総集編・マスク人生相談バー |                              |                                                  |
| 9  | 2002年6月1日  | プラトニック・ラブ                        |                              |                                                  |
| 10 | 2002年6月8日  | 異人たちとの夏                            | 岸部四郎・風見しんご         |                                                  |
| 11 | 2002年6月15日 | 異人たちとの夏                            | 岸部四郎・ダンカン・蛭子能収 |                                                  |
| 12 | 2002年6月22日 | 異人たちとの夏                            | 蛭子能収                     |                                                  |
| 13 | 2002年6月26日 | 異人たちとの夏 名場面集                   |                              | 16:00～16:55放送                                 |
| 14 | 2002年6月29日 | 異人たちとの夏                            | 蛭子能収                     | ノーカット放送・TVer「神回だけ見せます！」で配信 |
| 15 | 2002年7月6日  | 異人たちとの夏                            | 杉本彩                       |                                                  |
| 16 | 2002年7月13日 | 異人たちとの夏                            | 奈美悦子・矢追純一           |                                                  |
| 17 | 2002年7月20日 | 異人たちとの夏                            | 矢追純一・カゼッタ岡         |                                                  |
| 18 | 2002年7月27日 | 異人たちとの夏劇場公開版                  |                              |                                                  |
| 19 | 2002年8月3日  | 異人たちとの夏・プラトニック・ラブ        | 内山信二                     |                                                  |
| 20 | 2002年8月10日 | 異人たちとの夏                            | 宍戸錠                       |                                                  |
| 21 | 2002年8月24日 | 異人たちとの夏                            | あべ静江                     |                                                  |
| 22 | 2002年8月31日 | 異人たちとの夏・マスクの虎                | 稲川淳二                     |                                                  |
| 23 | 2002年9月7日  | 異人たちとの夏                            | 武藤                         |                                                  |
| 24 | 2002年9月14日 | 異人たちとの夏                            | 山城新伍                     |                                                  |
| 25 | 2002年9月21日 | 異人たちとの夏                            | 板東英二                     |                                                  |
| 26 | 2002年9月28日 | 異人たちとの夏 名場面集                   |                              | 最終回                                           |

## ネット局
- 日本テレビ
- 札幌テレビ（同時ネット）
- 青森放送（同時ネット）
- 西日本放送（同時ネット）

## スタッフ（復活特番）
- 総合演出：髙橋利之
- スーパーバイザー・企画：宮下仁志
- 構成・企画：堀江利幸
- TM：山口裕司
- SW：三井隆裕
- CAM：中村佳央、岩倉康弘
- VE：竹内萌江
- MIX：山口直樹、飯島秀和
- AUD：木本文子
- 美術プロデューサー：葛西剛太
- 大道具：松橋滉平
- 照明：名取孝昌
- 特効：西海将太
- メイク：奥松かつら
- 技術・美術協力：NiTRo、日テレアート、ヌーベルバーグ、日放、インターナショナルクリエイティブ、ヌーベルアージュ、LOGIC&MAGIC
- CG：林成輝、佐藤浩一郎、平池優太
- 編集：江川武尊
- MA：大江拓也
- 音効：岡田淳一
- リサーチ：羽柴千晶、齋藤譲、高木洋志
- デスク：高桑繭子
- TK：田中綾
- 編成：望月浩平、越山理志
- 演出：大楽和也、下村彩人
- LD：石井紀香、丸永倖大、花木彩香
- プロデューサー：池田潔美/佐藤なつね、田中麻里菜
- 統括プロデューサー：河野雄平
- チーフプロデューサー：新井秀和
- 制作協力：創輝
- 製作著作：日テレ